# 河口湖 (アルバム)
「河口湖」（かわぐちこ）は、とんねるずの4枚目のオリジナル・アルバム。1987年10月21日発売。

## 概要
前作『キャニオン初』より10ヶ月振りのアルバム。
タイトルは当時一口坂スタジオが運営していた「河口湖スタジオ」（山梨県南都留郡富士河口湖町・2011年に営業終了）でレコーディングしたことにちなんだもの。
本作は秋元康、後藤次利をはじめ高見沢俊彦、CHAGE、飛鳥涼、玉置浩二、藤井尚之、久保田利伸から楽曲提供。
LP&CTとCDで曲順が異なる。

## 収録曲

### CD
1. ジャニージェーン
  - 作詞：秋元康、作曲・編曲：後藤次利
  - つのだ☆ひろのヒット曲『メリー・ジェーン』のパロディ。
  - ジャニーズ事務所の「メリー喜多川」「ジャニー喜多川」から。
2. 愛の狩人
  - 作詞：秋元康、作曲・編曲：後藤次利
  - 狩人のデビュー曲にして最大のヒットとなった『あずさ2号』のパロディ。
3. なぐさめ
  - 作詞：秋元康、作曲・編曲：後藤次利
4. クリスティーナ
  - 作詞・作曲：高見沢俊彦、編曲：佐藤準
  - THE ALFEE同年発売アルバム『U.K. Breakfast』にセルフカバー収録。
5. SOMEDAY
  - 作詞：石橋貴明、作曲：玉置浩二、編曲：武部聡志
6. All or Nothing
  - 作詞：井辺清、作曲：久保田利伸、編曲：杉山卓夫
7. なお、あなたを‥‥
  - 作詞：木梨憲武、作曲：藤井尚之、編曲：後藤次利
8. 君を万引きしたい
  - 作詞：秋元康、作曲：飛鳥涼、編曲：佐藤準
9. そこはかとなく揺らめきハート
  - 作詞：澤地隆、作曲：CHAGE、編曲：Light House Project
10. おらおら（Remix）
  - 作詞：秋元康、作曲・編曲：後藤次利

### LP・CT

#### SIDE A
1. ジャニージェーン
2. 愛の狩人
3. そこはかとなく揺らめきハート
4. All or Nothing
5. SOMEDAY

#### SIDE B
1. 君を万引きしたい
2. なぐさめ
3. クリスティーナ
4. おらおら（Remix）
5. なお、あなたを‥‥